# Henry Speight
Henry Vafo’ou Speight (Suva, 24 marzo 1988) è un rugbista a 15 australo-figiano, internazionale per l'Australia, tre quarti ala del Biarritz in Pro D2.

## Biografia
Nato e cresciuto a Figi e nipote di George Speight — cospiratore che sta scontando un ergastolo dal 2000 per un tentativo di colpo di Stato — Henry Speight, dopo aver rappresentato Figi nel mondiale Under-19, si trasferì in Nuova Zelanda nel 2007 a 19 anni grazie a una borsa di studio ottenuta a Hamilton, nella regione di Waikato.
Fu proprio per la federazione provinciale di Waikato che Speight debuttò nel 2008 nel National Provincial Championship contro Manawatu.
Nel 2011, dopo 3 anni in Nuova Zelanda, Speight firmò un contratto per la franchise australiana in Super Rugby dei Brumbies di Canberra.
A settembre 2014 divenne idoneo a rappresentare l'Australia dopo 3 anni di militanza continua in quel Paese secondo le regole IRB, e debuttò per gli Wallabies a novembre successivo a Dublino contro l'Irlanda nel corso del tour australiano in Europa di fine anno.
A luglio 2015 prolungò il suo impegno con i Brumbies e la Federazione australiana fino a tutto il 2018, accettando anche di far parte della Nazionale a 7 per i giochi olimpici di Rio de Janeiro.
Vittorioso nel Championship seguente, fu poi convocato alla Coppa del Mondo di rugby 2015 in Inghilterra dove l'Australia fu finalista, sconfitta dalla Nuova Zelanda.